# Line Pillet
Line Pillet, née en 1990 aux Pays-Bas, est une actrice belge d'expression néerlandaise.

## Filmographie
- 2012 : Little Black Spiders de Patrice Toye : Katja[2]
- 2013 : Blue Monday de Jelle Gordyn : Merel[3]
- 2015 : Paradise Trips de Raf Reyntjens : Cindy[4]
- 2017 : In Blue de Jaap Van Heusden : Astrid
- 2017 : Alleen Eline de Hugo Van Laere : Eline[5]
- 2018 : Mandy de Panos Cosmatos : Sister Lucy[6]

### Séries télévisées
- 2014 : Aspe (série TV) (nl) : Sara Vangramberen
- 2015 : Coppers (nl) : Lore Vleminckx
- 2015 : De Ridder : Ina Van Gaever
- 2015: T. : Moederliefde : Silke Banier
- 2015: The Team : Fifi Verbeeck
- 2015 : Loslopend wild & gevogelte (nl) (saison 3)
- 2016 :Vermist : Noor Somers
- 2016 : Coppers (nl) : Lore Vleminckx
- 2017-2018 : 13 Commandements (13 Geboden) :Sara Devriend